# 50e division d'infanterie (Allemagne)
Pour les articles homonymes, voir 50e division.
La 50e division d'infanterie (en allemand : 50. Infanterie-Division ou 50. ID) est une des divisions d'infanterie de l'armée allemande (Wehrmacht) durant la Seconde Guerre mondiale.

## Création
La 50. Infanterie-Division est formée le 26 août 1939 à Küstrin dans le Wehrkreis III par transformation du Grenzkommandantur Küstrin (Kommandatur frontalière Küstrin). Initialement formée comme division de la 2e vague de mobilisation, la division est réorganisée le 15 novembre 1939 suivant la composition de la 1re vague.
Après avoir participé aux combats d'invasion de la Pologne, de la France et de la Grèce, la division part pour participer à l'invasion de l'Union Soviétique en juin 1941. Elle combat dans le secteur Sud dans la 11. Armee.
Après la campagne de Crimée, au cours de laquelle elle contribue à capturer Sébastopol en juin 1942, la division combat dans le Caucase et au Kouban. Après son retour en Crimée fin 1943, la division est détruite en mai 1944, à Sébastopol.
Reformée à partir des restes qui avaient été évacués de la Crimée, la division combat en province de Prusse-Orientale où elle est en grande partie détruite dans la poche d'Heiligenbeil. Les survivants sont capturés par les troupes russes à Pillau.

## Organisation

### Commandants
| Date                                 | Grade           | Commandant         |
| ------------------------------------ | --------------- | ------------------ |
| 1er septembre 1939 - 25 octobre 1940 | Generalleutnant | Konrad Sorsche     |
| 25 octobre 1940 - 23 janvier 1942    | Generaloberst   | Karl-Adolf Hollidt |
| 31 janvier 1942 - 1er mars 1942      | Generalleutnant | August Schmidt     |
| 1er mars 1942 - 26 juin 1943         | Generalleutnant | Friedrich Schmidt  |
| 26 juin 1943 - 30 avril 1944         | Generalleutnant | Friedrich Sixt     |
| 30 avril 1944 - 9 mai 1944           | Generalleutnant | Paul Betz          |
| 5 juin 1944 - 18 avril 1945          | Generalmajor    | Georg Haus         |
| 18 avril 1945 - 28 avril 1945        | Generalleutnant | Kurt Domansky      |
| 28 avril 1945 - Mai 1945             | Oberst          | Ribbert            |

### Officiers d'opérations (Generalstabsoffiziere (Ia))
| Date                                | Grade          | Commandant       |
| ----------------------------------- | -------------- | ---------------- |
| 26 août 1939 - 5 novembre 1939      | Oberstleutnant | Karl Jank        |
| 5 novembre 1939 - 1er novembre 1940 | Major          | Stange           |
| 1er novembre 1940 - Janvier 1942    | Major          | Karl Marten      |
| 6 janvier 1942 - 4 mars 1942        | Oberstleutnant | Helmuth Strempel |
| 4 mars 1942 - 5 juin 1944           | Oberstleutnant | Konrad Stephanus |
| 5 juin 1944 - 5 octobre 1944        | Oberstleutnant | Günther Braun    |
| 5 octobre 1944 - Mai 1945           | Major          | Horst Rätsch     |

## Théâtres d'opérations
- Pologne : Septembre 1939 - Mai 1940
  - 1er septembre au 6 octobre 1939 : campagne de Pologne
- Grèce
  - 6 avril au 28 mai 1941 : bataille de Grèce
- France : Mai 1940 - Juin 1941
- Front de l'Est, secteur Sud : Juin 1941 - Mai 1944
- Front de l'Est, secteur Centre : Juin 1944 - Mai 1945
  - 26 janvier au 29 mars 1945 : poche d’Heiligenbeil

## Ordres de bataille
Novembre 1939
- Infanterie-Regiment 121
- Infanterie-Regiment 122
- Infanterie-Regiment 123
- Artillerie-Regiment 150 (2)
  - leichte Artillerie-Abteilung 742
  - leichte Artillerie-Abteilung 743
  - leichte Artillerie-Abteilung 748
- Pionier-Bataillon 71
- Panzerabwehr-Abteilung 150
- Nachrichten-Abteilung 71
- Versorgungseinheiten 354

1942
- Grenadier-Regiment 121
- Grenadier-Regiment 122
- Grenadier-Regiment 123
- Aufklärungs-Abteilung 150 (4)
- Artillerie-Regiment 150
  - I. Abteilung
  - II. Abteilung
  - III. Abteilung
  - IV. Abteilung
- Pionier-Bataillon 71
- Panzerjäger-Abteilung 150
- Nachrichten-Abteilung 71
- Feldersatz-Bataillon 150
- Versorgungseinheiten 150

1943-1945
- Grenadier-Regiment 121
- Grenadier-Regiment 122
- Grenadier-Regiment 123
- Füsilier-Bataillon 150 (5)
- Artillerie-Regiment 150
  - I. Abteilung
  - II. Abteilung
  - III. Abteilung
  - IV. Abteilung
- Pionier-Bataillon 71 (6)
- Panzerjäger-Abteilung 150
- Nachrichten-Abteilung 71 (7)
- Feldersatz-Bataillon 150
- Versorgungseinheiten 150

## Décorations
Des membres de cette division ont été récompensés à titre personnel pour leurs faits de guerre:
- Insigne de combat rapproché en or
  - 2
- Agrafe de la liste d'honneur
  - 20
- Croix allemande
  - en or : 10
  - en argent: 1
- Croix de chevalier de la Croix de fer
  - 24
  - 2 feuilles de chêne
  - 1 glaives